# Mint Airways
Mint Airways war eine spanische Charterfluggesellschaft mit Sitz in Madrid und Basis auf dem Flughafen Madrid-Barajas.

## Geschichte
Mint Airways wurde 2009 ins Leben gerufen und nahm am 20. Juni 2009 den Flugbetrieb mit vorerst einer von Flyglobespan übernommenen Boeing 757-200 auf, die im Sommer 2010 um ein Flugzeug desselben Musters ergänzt wurde. Zum Jahreswechsel 2010/2011 nahm man zusätzlich eine McDonnell Douglas DC-9-83/MD-83 der Swiftair unter Vertrag, welche jedoch zwischenzeitlich wieder abgegeben wurde.
Am 22. Mai 2012 ging Mint Airways aufgrund der Marktsituation und einer fehlgeschlagenen Investorensuche in Insolvenz und stellte den Betrieb ein.

## Ziele
Mint Airways bot zuletzt Charterflüge von Madrid nach Kairo, Assuan und Luxor in Ägypten sowie Amman in Jordanien an. Das Hauptgeschäft wurde jedoch durch Wet-Lease und Ad-hoc-Einsätze abgedeckt.

## Flotte
Mit Stand April 2012 bestand die Flotte aus zwei Flugzeugen mit einem Durchschnittsalter von 18,9 Jahren:
- 2 Boeing 757-200